# Josef Košťálek
Josef Košťálek, né le 31 août 1909 à Kročehlavy en Autriche-Hongrie (aujourd'hui en République tchèque) et mort le 21 novembre 1971 en Tchécoslovaquie, était un joueur et entraîneur de football tchécoslovaque, qui évoluait au poste de milieu de terrain.

## Biographie
En club, il évolue tout d'abord au SK Kročehlavy chez les jeunes jusqu'en 1929. Sa carrière débute en 1929 lorsqu'il rejoint le Sparta Prague où il reste jusqu'en 1945. Il va ensuite au Sparta Povážská Bystrica en tant qu'entraîneur-joueur pendant un an à partir de 1945, avant de partir finir sa carrière en 1946 au SK Rakovník où il reste jusqu'en 1951, toujours au poste d'entraîneur-joueur.
Il joue 43 matchs avec l'équipe de Tchécoslovaquie et marque 2 buts entre 1930 et 1939. 
Il est surtout connu pour avoir participé à la coupe du monde 1934 en Italie où son pays parvient jusqu'en finale contre les Italiens, et à la coupe du monde 1938 en France, où les Tchécoslovaques vont jusqu'en quarts-de-finale. Lors de ce mondial, c'est lui qui inscrit le but de la victoire dans la prolongation contre les Néerlandais qui les envoient en quarts.
Il entraîne également le club tchèque du SK Kladno entre 1957 et 1958.